# Національна ліга головоломок
Національна ліга головоломок (англ. National Puzzlers' League (NPL)) — це американська некомерційна організація, діяльність якої спрямована на задоволення потреб учасників у вирішенні різних головоломок, заснованих насамперед на грі слів і лінгвістиці (кросворди, криптограми тощо). Заснована в 1883 році, вона, таким чином, є найстарішою такого роду організацією в світі.

## Історія
4 липня 1883 року двадцять вісім любителів головоломок, в основному молодих людей, зустрілися в Піфагорському залі в Нью-Йорку та заснували «Лігу східних головоломок». У 1920 році організація отримала сучасну назву й у такому вигляді проіснувала до наших днів.
Офіційне видання ліги спочатку називалося «The Eastern Enigma» (Східна загадка). Первісний збірник містив лише кілька головоломок і, в основному, містив звіти про проходження з'їздів любителів головоломок, вірші та жарти написані членами, та транслював дебати на контроверсійні актуальні теми головоломок, такі як застарілі слова, езотеричні посилання та нові види головоломок.
Після зміни найменування організації журнал отримав назву «The Enigma» і продовжує видаватися щомісяця. В даний час тираж зріс до 1200 екз.
«Зоряним часом» для Ліги стали 1920-ті і 1930-ті роки, коли Ліга оголосила своє гасло: «Національне інтелектуальне дозвілля Америки». У 1935 році на щорічних зборах Ліги президент Еверетт М. Сміт винайшов слово Pneumonoultramicroscopicsilicovolcanoconiosis. Бієнале широко висвітлювалися популярними газетами й новинними агентствами. Під час Другої світової війни Служба розвідки сигналів найняла кількох членів Ліги, використовуючи їх досвід у складанні головоломок, на посаду державних крипторафів.
У 1960-ті роки кількість членів Ліги істотно зменшилася. Однак, завдяки рекламним зусиллям Дмитра Боргмана, Росса Еклера й інших, Ліга відродилася вже з урахуванням сучасних форм і принципів побудови головоломок. Чимало провідних творців головоломок і конструкторів в Америці є членами Ліги. Автор і член Ліги Віллард Еспі якось висловився:
|  | Я трохи нервую, коли розмовляю про головоломки в цьому товаристві, — це як розмовляти про релігію з Богом |

.

## Членство
Кожен учасник Ліги зазвичай вибирає собі псевдонім, який використовується при спілкуванні з колегами. Використання псевдонімів часто застосовувалося укладачами кросвордів, спочатку це полегшувало процес публікації з соціальних міркувань. Наприклад, псевдонім «WILLz» історика і директора щорічної наради Вілла Шорца є скороченням його імені: «Will» + «короткий Z»).
Учасники Ліги відомі колективно як «Krewe» і індивідуально як «Krewepersons», «Krewemembers» або «NPLers». Станом на 2013 рік у організації було приблизно 600 учасників, з яких приблизно 200 беруть участь у щорічних нарадах.

## Видавнича діяльність
Офіційним виданням Ліги є «The Enigma», яке друкується щомісячно й розподіляється серед учасників Ліги. Збірник публікує оригінальні головоломки (криптограми, кросворди тощо), а також містить різного роду оголошення, статті, списки учасників, відомості про їх інтереси.

## Щорічні конвенції
Щороку, зазвичай в липні, Ліга проводить так звані «Конвенції» (з'їзди). Розташування варіюється, але зазвичай вибираються великі північноамериканські міста. Традиційно, назва з'їзду залежить від місця його проведення: «BeaCon» для Бостона (штат Массачусетс); «SiLiCon» для Солт-Лейк-Сіті; «ConTex» для Остіна (Техас); «OreCon» для Портленда (Орегон).